# Campeonato asiático
Un Campeonato asiático es una competencia deportiva a nivel continental (Asia) entre selecciones o clubes de los países o Anexo:División política de Asia ubicados dentro de su territorio; organizados o supervisados por las respectivas confederaciones u organizaciones deportivas; con el objetivo de coronar a la mejor selección en la respectiva categoría deportiva por un determinado tiempo y/o servir como ćalificador a un torneo de mayor envergadura. También puede llevar el nombre de Copa Asiática.
Por razones políticas, Israel, localizado geográficamente en Asia, no está afiliado a ninguna de las  confederaciones deportivas que rigen los deportes en el continente asiático. Algunos deportes tienen una regencia de los países asiáticos y los países de Oceanía. 
Las federaciones deportivas de Armenia, Azerbaiyán, Georgia y Kazajistán, están afiliadas a algunas federaciones europeas, y otras asiáticas.

## Fútbol
AFC
- Copa Asiática
  - Campeonato Sub-23 de la AFC
  - Campeonato Sub-19 de la AFC
  - Campeonato Sub-16 de la AFC
- Copa Asiática femenina de la AFC
  - Campeonato Sub-19 femenino de la AFC
  - Campeonato Sub-16 femenino de la AFC
- Liga de Campeones de la AFC

### Fútbol de salón
- Campeonato Futsal de la AFC
  - Campeonato Futsal Sub-20 de la AFC
- Campeonato de Clubes de Asia (Futbol Sala)

### Fútbol playa
- Campeonato de Fútbol Playa de la AFC

## Atletismo
AAA
- Campeonato Asiático de Atletismo
- Campeonato Asiático de Atletismo Sub-20
- Campeonato Asiático de Campo a Través

## Béisbol y softbol
BFA
- Campeonato Asiático de Béisbol
  - Campeonato Asiático de Béisbol Sub-18
- Campeonato Asiático de Softbol

## Baloncesto
FIBA Asia
- Campeonato FIBA Asia
  - Campeonato FIBA Asia Sub-18
  - Campeonato FIBA Asia Sub-16
- Campeonato FIBA Asia Femenino
  - Campeonato FIBA Asia Femenino Sub-18
  - Campeonato FIBA Asia Femenino Sub-16
- Liga de Campeones de FIBA Asia

## Balonmano
AHF
- Campeonato Asiático de Balonmano Masculino
  - Campeonato Asiático de Balonmano Masculino Sub-21
  - Campeonato Asiático de Balonmano Masculino Sub-19
- Campeonato Asiático de Balonmano Femenino
  - Campeonato Asiático de Balonmano Femenino Sub-20
  - Campeonato Asiático de Balonmano Femenino Sub-18

### Balonmano de playa
- Campeonato Asiático de Balonmano de playa

## Rugby
- Asia Rugby Championship
- Asia Rugby Women's Championship
- Asian Sevens Series
- Asia Rugby Women's Sevens Series
- Asia Rugby U19

## Voleibol
AVC
- Campeonato Asiático de Voleibol
  - Campeonato Asiático de Voleibol Masculino Sub-23
  - Campeonato Asiático de Voleibol Masculino Sub-21
  - Campeonato Asiático de Voleibol Masculino Sub-19
- Campeonato Asiático de Voleibol Femenino
  - Campeonato Asiático de Voleibol Femenino Sub-23
  - Campeonato Asiático de Voleibol Femenino Sub-20
  - Campeonato Asiático de Voleibol Femenino Sub-18

## Otros deportes
- Nataciónː Campeonato Asiático de Natación
- Hockey sobre céspedː Copa Asiática de Hockey sobre césped
- Badmintonː Badminton Asia Championships
- Boxeoː Campeonato Asiático de Boxeo Aficionado
- Lucha: Campeonato Asiático de Lucha
- Halterofilia: Campeonato Asiático de Levantamiento de Pesas
- Tenis de mesa: Campeonato Asiático de Tenis de Mesa
- Taekwondo: Campeonato Asiático de Taekwondo
- Judoː Campeonato Asiático de Judo
- Karate: Campeonato Asiático de Karate
- Faustball: Campeonato Asiático de Faustball
- Floorball: Campeonato de Faustball de Asia y Oceanía
- Korftball: Campeonato de Korftball de Asia y Oceanía
- Netball: Campeonato Asiático de Netball
- Hockey sobre ruedas: Copa Asia de Hockey sobre ruedas